# Phasia karczewskii
Phasia karczewskii är en tvåvingeart som beskrevs av Agnieszka Draber-Mońko 1965.
Phasia karczewskii ingår i släktet Phasia, och familjen parasitflugor. Arten har ej påträffats i Sverige.